# Battaglia di Soriano (1497)
La battaglia di Soriano, detta anche la battaglia della Sanguetta, fu uno scontro armato avvenuto il 24 gennaio 1497 a Soriano a poca distanza da Viterbo.
Causa dello scontro era la volontà dei Borgia di perseguire nel progetto di ricondurre sotto il loro controllo le terre della Chiesa e di annientare le nobili famiglie che costituivano un ostacolo alla realizzazione del piano, in primis la famiglia degli Orsini, passati al servizio del Re di Francia Carlo VIII.
La battaglia fu molto cruenta e vide l'affermazione degli Orsini e la cattura del duca di Urbino Guidobaldo da Montefeltro, generale del papa.
La pace venne firmata il 5 febbraio 1497.